# Port lotniczy Preszów
Port lotniczy Preszów (IATA: POV, ICAO: LZPW) – port lotniczy położony w Preszowie, w kraju preszowskim, na Słowacji.